# Hernán Cortés

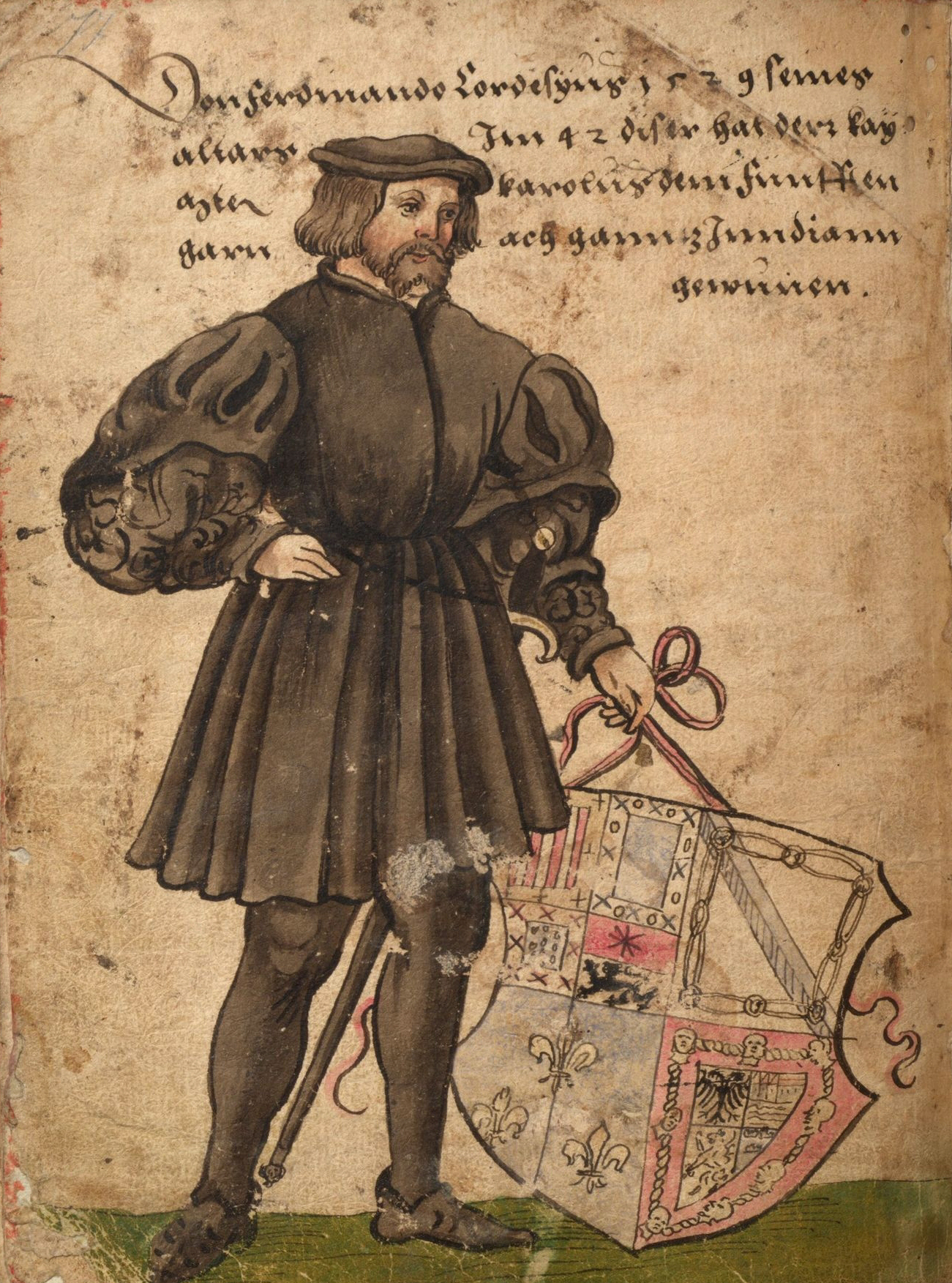
Hernán Cortés getekend door Christoph Weiditz rond 1529. Dit is het enige portret naar het leven van de conquistador.

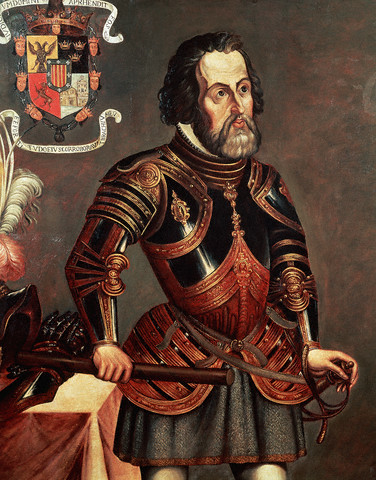
Hernán Cortés

Hernán Cortés de Monroy Pizarro Altamirano, marqués del Valle de Oaxaca (Medellín, 1485 – Castilleja de la Cuesta, 2 december 1547) was een Spaanse conquistador. Cortés staat vooral bekend om zijn verovering van Mexico tussen 1519 en 1521.

## Jeugd en opleiding
Cortés werd geboren in 1485 in Medellín, in de regio Extremadura in de Kroon van Castilië. Hij was de enige zoon van de verarmde edellieden Martín Cortés, een hidalgo, en Catalina Pizarro Altamirano. Via zijn moeder was hij verwant aan Francisco Pizarro, de latere veroveraar van de Inca's. Hij studeerde twee jaar in Salamanca onder de hoede van zijn oom. Nadien won hij de kost als notarisklerk in Valladolid. Zo deed hij verdere juridische kennis op, ook al was hij nooit ingeschreven aan de rechtenfaculteit.

## Emigratie
In 1504 vertrok hij naar de Nieuwe Wereld op een schip van kapitein Alonso Quintero. Hij vestigde zich in Santo Domingo, de hoofdstad van Hispaniola, en vocht in 1506 mee bij veroveringen op het eiland en op Cuba. Zijn verwant, gouverneur Nicolás de Ovando, gaf hem een encomienda en stelde hem aan tot notaris van Azua de Compostela. Ook hield hij indiaanse slaven. 

## Cuba
In 1511 streed Cortés aan de zijde van Diego Velázquez tijdens de verovering van Cuba. Hij werd eerst klerk en later secretaris van Velázquez. Twee keer was hij alcalde van Santiago de Cuba. De relatie van de ambitieuze Cortés met zijn beschermheer raakte echter gespannen, ook door een romantische verhouding met diens schoondochter Catalini. Hij kreeg toestemming voor een zoektocht naar Juan de Grijalva, die in april 1518 was vertrokken voor een expeditie naar Yucatán, maar niet teruggekomen was. Er circuleerden verhalen over een rijk en machtig rijk in dat land, dat ook was aangedaan door Francisco Hernández de Córdoba. Nog volgens zijn opdracht moest Cortés geruchten verifiëren over de aanwezigheid van amazonen en mensen met hondengezichten. In oktober 1518 werd hij aangesteld tot kapitein-generaal. Toen Velázquez hem driehonderd man zag bijeenbrengen, kreeg hij argwaan over zijn intenties. Cortés kreeg er lucht van dat zijn opdracht zou worden ingetrokken en liet de boodschapper ombrengen. In de ochtend van 18 februari 1519 liet hij zich naar zijn schip roeien, terwijl de toegesnelde gouverneur aan de kade machteloos stond te roepen dat hij moest terugkeren. Cortés maakte een tussenstop op Cuba en vertrok uiteindelijk met een vloot van elf schepen en 530 bemanningsleden. Ook artillerie, paarden en hondenmeutes waren aan boord.

## Mexico
Eerst ging het naar het eiland Cozumel. Daar vonden ze Gerónimo de Aguilar en Gonzalo Guerrero terug, twee Spanjaarden die door de Maya's waren gevangengenomen en zich hun taal hadden eigengemaakt. Aguilar sloot zich aan bij zijn landgenoten, terwijl Guerrero verkoos te blijven. Eind maart voer Cortés de rivier de Grijalva op en eiste hij de nederzetting Potonchán op voor de vorsten van Spanje. De inwoners vielen de veroveraars aan, maar toen deze enkele kanonnen aan land konden zetten, joeg het gebulder hen op de vlucht. Cortés nam de stad in en hernoemde haar Santa María de la Victoria. Enkele dagen later kwam het opnieuw tot strijd in de vlakten van Centla en merkte hij dat ruiters te paard nog meer indruk maakten: opnieuw sloegen de indianen op de vlucht en enkele dagen later kwam een delegatie terug met geschenken. Er volgde een formele onderwerping. Onder de twintig dienaressen die deel waren van de geschenken, was ook Malinali, bijgenaamd La Malinche, een Azteeks meisje dat de geliefde werd van Cortés. Ze sprak Maya en Nahuatl en weldra ook Spaans, en zou een uiterst loyale en competente gezel worden op zijn veroveringstocht door het Azteekse rijk. 
Op Goede Vrijdag 22 april ging Cortés met tweehonderd man, onder wie slaven, aan land bij de Totonaken. Deze hadden goede herinneringen aan zijn voorganger Grijalva en ontvingen hem gastvrij. Op Pasen kwam Tendile aan, een gouverneur en gezant van Motecuhzoma II. Een tweede gezant, Teoctlamacazqui, bracht nog rijkere geschenken en zou instructie hebben gehad om zich te laten opeten als de Spanjaarden daar tuk op waren. In mei overtrof Motecuhzoma zichzelf nog eens in zijn poging de Spanjaarden met verblindende schatten te pacificeren. Deze voorwerpen werden door Cortés naar het thuisland gestuurd, waar ze in de herfst aankwamen en een geweldige indruk maakten op keizer Karel V. Het effect van de geschenken op de conquistador was omgekeerd van wat de bedoeling was: ze maakten hem begerig naar Tenochtitlan op te rukken, zeker nadat hij had vernomen dat er door onderlinge rivaliteit bondgenoten te vinden waren. Eerst moest hij echter de Spanjaarden achter zich krijgen, want velen vonden dat de missie was volbracht: ze hadden Aguilar gevonden, idolen omvergeworpen, goud verzameld en terreinkennis ingewonnen. Voor een grote gebiedsverovering had Cortés geen mandaat.
Als eerste stap naar een oplossing stichtte hij de stad Villa Rica de la Vera Cruz, met raadsleden, magistraten en bestuurders. Hij liet hen vaststellen dat zijn missie vervuld was en nam ontslag om niet meer afhankelijk te hoeven zijn van Velázquez. Direct daarna liet hij zich aanstellen tot hoofd van Vera Cruz en kapitein-generaal van het koninklijk leger. Francisco de Saucedo kwam in juni met versterkingen uit Cuba en bracht het nieuws dat Velázquez nieuwe volmachten om te verkennen had gekregen. Dit leidde tot opstandigheid binnen de groep van Cortés, die hij met harde hand onderdrukte. Er volgden terechtstellingen en hij liet negen van zijn twaalf schepen aan de grond lopen om de terugkeer af te snijden. Zijn machtsgreep rechtvaardigde hij in een collectieve brief van 20 juni aan de vorsten in Spanje, waaruit zijn juridische kennis volop bleek, onder meer door een beroep op de 13e-eeuwse Siete Partidas, die veroveringen in het kader van de Reconquista regelden. Op 30 april 1520 zou de Consejo real de Castilla, geleid door kanselier Gattinara en Adriaan Boeyens, oordelen dat Cortés zijn expeditie mocht voortzetten vrij van verplichtingen aan Velázquez.
Ondertussen was Cortés begin augustus 1519 het binnenland ingetrokken. Het was nu overwinnen of sterven. Naast 300 Spanjaarden beschikte hij over 150 Cubanen en 800 Tokonaken. Ze doorstonden de koude van de Cofre de Perote en trokken noordwaarts. Omdat het land zo bar was, bogen ze bij Tlatlauquitepec weer af naar het zuiden. In Zautla hoorde Cortés de cacique Olintecle uit. Ze stuitten in Tlaxcala op een hinderlaag, waar ze zich doorheen sloegen. Er volgden nog aanvallen, waarop Cortés zijn troepen op een heuvel terugtrok en vandaaruit represailles organiseerde tegen de Tlaxcalteken, een volk van zo'n 120.000 mensen dat in vijandschap leefde met de Mexica-Azteken. Hun leiders waren verdeeld over de aanpak van de Spanjaarden. In september kreeg Cortés weer een gezant van Motecuhzoma op bezoek, die meedeelde dat zijn leider de heerschappij van de Spaanse monarchen erkende, maar niet wilde dat de conquistadores naar zijn stad kwamen omdat de tocht te gevaarlijk was. Dit versterkte weer de Spaanse vastberadenheid. Handig liet Cortés de Azteken en de Tlaxcalteken tegen elkaar opbieden met geschenken. Uiteindelijk sloot hij een alliantie met die laatsten. Toen ze ook verklaarden het christendom te willen omarmen, liet hij zijn luitenants Pedro de Alvarado en Juan Velázquez de Leon trouwen met dochters van Tlaxcalteekse leiders. Later zou Juan de Guzmán Itztlolinqui verklaren dat ook Motecuhzoma een verdeel-en-heerstaktiek had gevolgd, waarin de ontstane alliantie voor hem een kleine tegenslag was. 
Op 10 oktober trok Cortés door naar Cholula. Deze hoofdstad van de Chololteken, een belangrijk religieus centrum, maakte veel indruk door haar omvang en schoonheid. De ontvangst liet echter te wensen over en er waren tekenen dat een aanval op til was. Cortés vroeg om een onderhoud met de twee leiders in de tempel van Quetzalcoatl en liet hen daar vermoorden wegens verraad. Vervolgens kwam het tot een slachtpartij onder de bevolking, die des te wreder was omdat ze in vijandschap leefden met de Tlaxcalteken.
Langs een hoge pas tussen de vulkanen Iztaccihuatl en Popocatepetl trok hij verder naar de hoofdstad Tenochtitlan, die hij op 8 november bereikte. Tijdens hun plechtige intocht keken de Spanjaarden zich de ogen uit. Op het meer peddelden duizenden kano's, waarvan de grootste tot zestig man aan boord hadden. Later zouden ze Tenochtitlan, dat groter was dan eender welke stad in Europa, vergelijken met Venetië. Het kon hen niet ontgaan dat de stad sterk was verdedigd en dat ze sterk in de minderheid waren. Aan Acachinanco werd Cortés verwelkomd door de hueyi tlahtoani Motecuhzoma II. Dit moment wordt door sommigen gezien als de "echte ontdekking van de Nieuwe Wereld", omdat toen twee hoogstaande beschavingen, die nog nooit eerder contact hadden gehad, elkaar voor het eerst ontmoetten. 
Kort na aankomst liet Cortés Moctezuma gevangennemen. De volgende maanden verliepen relatief rustig, tot Cortés weer terug moest naar de kust, omdat Velázquez een leger onder leiding van Pánfilo de Narváez op hem had afgestuurd. Cortés versloeg het leger zonder veel problemen, en de meeste soldaten van Velázquez liepen naar hem over. Teruggekeerd bleek de stad Tenochtitlan in chaos te verkeren, nadat Pedro de Alvarado een slachting had aangericht tijdens een belangrijk religieus festival. Cortés riep Moctezuma op zijn volk tot bedaren te brengen, waarbij deze twee maanden na de opstand omkwam.
De nacht daarna ontvluchtte Cortés met zijn leger de stad. Hierbij kwamen velen van zijn soldaten en Tlaxcalteekse bondgenoten om, daarom staat deze nacht bekend als La Noche Triste (de Treurnacht). Daarna richtte Cortés zijn hoofdkwartier in in Texcoco, de op een na belangrijkste stad van Mexico, waarvan de leider Ixtlilxochitl II de kant van Cortés had gekozen. Hij begon Tenochtitlan, waar inmiddels de pokken waren uitgebroken, te belegeren. Na een belegering van drie maanden gaf de laatste Azteekse leider Cuauhtémoc zich over aan Cortés.

## Honduras
Na de verovering van het Azteekse Rijk maakte Cortés nog een weinig succesvolle expeditie naar Honduras (1524-1526). Hij bleef zo lang weg dat hij al dood werd gewaand. Tussen 1532 en 1536 ondernam hij nog een expeditie naar Neder-Californië en kreeg de titel Markies van de Vallei van Oaxaca.

## Terugkeer en overlijden
Na zijn vele activiteiten in de Nieuwe Wereld keerde Cortes terug naar Spanje en stierf op 62-jarige leeftijd nabij Sevilla.